# Dubbelriet

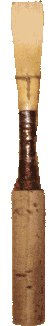
riet van een hobo

Men spreekt bij blaasinstrumenten van dubbelriet wanneer twee rietbladen zijn samengebonden en dienen om de toon van een instrument voort te brengen. Voor de hobo worden de rietbladen gebonden op een buisje dat in een holle kurk steekt, waarmee het riet aan het instrument kan worden bevestigd. Voor de fagot worden de rietbladen aan het einde tot een buisje samengebonden, waarmee het riet op de "S-bocht" (ofwel kortweg de "S" genoemd), die zich aan de fagot bevindt, geschoven wordt. Het geheel van rietbladen, eventueel met buisje en kurk, noemt men dan het 'riet'.

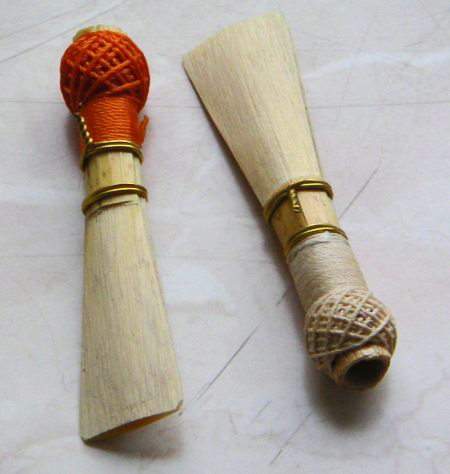
(Dubbel)riet voor fagot

De vorm van het rietblad heet de spiegel. Deze vorm en de dikte van het riet zijn bepalend voor het makkelijk 'aanspreken' (ofwel: het in trilling brengen) van het riet, en de klankkleur.
Voorbeelden van dubbelrietinstrumenten zijn de fagot, hobo, sarrusofoon en schalmei.